# Carlos de Guise, Duque de Mayenne
Carlos II de Lorena (ou de Guise), foi um nobre francês nascido em 26 de Março de 1554 em Alençon e morto em 4 de Outubro de 1611 em Soissons. Foi Duque de Mayenne de 1573 a 1611. Foi aquele que passou para a História com o nome de Duque de Mayenne ou simplesmente Mayenne, como era chamado pelo Rei Henrique IV de França.

## Vida
Era o segundo filho de Francisco I de Lorena, Duque de Guise, e Ana d'Este e, desta forma, irmão de Henrique I de Guise, "O Balafré" ("com cicatriz no rosto"). Foi primeiro camareiro e governador da Borgonha.
Acompanhou o futuro Rei Henrique III à Polônia. Tomou Brouade quando da sexta Guerra Religiosa na França (1577) e tomou La Mure dos protestantes do Dauphiné quando da incursão militar seguinte. Foi almirante de França até 1582, quando perdeu o posto em benefício do Duque de Joyeuse, um dos « Mignons » de Henrique III.
Torna-se chefe da Liga Católica após o assassinato de seu irmão Henrique, em 1588. Dirige-se até Ruão, uma das raras cidades que hesita em se aliar à Liga e obtém seu apoio. É derrotado uma primeira vez perto de Chartres por Francisco de Châtillon, filho de Gaspar II de Coligny, no início de 1589. Com a morte de Henrique III ainda em 1589, tenta proclamar Carlos I de Bourbon, Arcebispo de Rouen como rei.
É vencido em Arques (1589) e Ivry (1590) por Henrique IV. Em 1591, faz enforcar os dirigentes da Liga parisiense que haviam anteriormente feito enforcar Barnabé Brisson, primeiro presidente do Parlamento de Paris, selando assim a ruptura entre a Liga nobiliárquica e a Liga urbana. Fracassa ao tentar se fazer eleger Rei de França pelos Estados Gerais que conseguira convocar em Paris em 1593. No dia 5 de Junho de 1595, Carlos é vencido por Henrique IV na Batalha de Fontaine-Française e faz ato de submissão solene a Henrique IV em Novembro do mesmo ano, em troca de uma quantia em dinheiro e de três locais de segurança na Borgonha, onde perdeu o cargo de governador. Compra o Hôtel de Mayenne em 1605.
Carlos casou-se em 6 de Agosto de 1576 com Henriqueta de Savoie-Villars († 1611), e com ela teve os seguintes filhos:
- Henrique (Henri) (1578 † 1621), Duque de Mayenne e Aguillon
- Carlos Emanuel (Charle Emmanuel) (1581 † 1609), Conde de Sommerive
- Catarina (Catherine) (1585 † 1618), casada em 1599 com Carlos I de Mântua (1580 † 1637)
- Renata (Renée) († 1638), casada em 1613 com Mario II Sforza (1594 † 1658), Duque de Ognano e Segni, Conde de Santa Fiora